# 岩手県道120号不動盛岡線
岩手県道120号不動盛岡線（いわてけんどう120ごう ふどうもりおかせん）は、岩手県紫波郡矢巾町室岡から盛岡市中ノ橋通一丁目に至る一般県道である。

## 概要
元々は矢巾町室岡地区を起点としていたが、県道13号のルート変更に伴い起点が移動。さらに途中もルートが岩手県道285号盛岡石鳥谷線につながる農免道に変更され、旧ルートは町道に格下げされている。
なおプラザおでって前十字路は右折車線が無いため、日中（7:00 - 21:00）は全方向右折禁止となっており、盛岡市役所方向から当線へは進入不可。また当線から盛岡バスセンター方向へも（7時 - 21時の間は）行けない。

### 路線データ
- 実延長 : 11,654.8 m[1]
- 起点：紫波郡矢巾町室岡第1地割[1]（県道13号交点）
- 終点：盛岡市中ノ橋通一丁目[1]（国道106号交点）

## 歴史
- 1972年（昭和47年）3月17日 - 県道に認定される[1]。

## 路線状況

### 重複区間
- 国道46号・岩手県道36号上米内湯沢線：盛岡市津志田12地割・側道 - 盛岡市津志田15地割・盛岡南I.C.入口交差点
- 国道4号：盛岡市津志田15地割・盛岡南I.C.入口交差点 - 盛岡市南仙北三丁目・川久保交差点
- 岩手県道16号盛岡環状線：盛岡市南仙北三丁目・川久保交差点 - 盛岡市仙北一丁目・明治橋南交差点
- 岩手県道285号盛岡石鳥谷線：紫波郡矢巾町白沢 - 盛岡市中ノ橋通一丁目・終点（上記重複区間を含む）

## 地理

### 通過する自治体
- 紫波郡矢巾町 - 盛岡市

### 交差する道路
- 岩手県道13号盛岡和賀線（矢巾町大字北伝法寺第1地割、起点）
- 岩手県道205号不動矢巾停車場線・岩手県道285号盛岡石鳥谷線（矢巾町大字白沢第11地割）北緯39度35分34.7秒 東経141度8分11.4秒
- 国道46号［岩手県道36号上米内湯沢線重複］（盛岡市津志田12地割・側道で接続）北緯39度39分25.6秒 東経141度9分4.4秒
  - 国道4号・岩手県道36号上米内湯沢線（盛岡市津志田15地割・盛岡南I.C.入口交差点）
  - 国道4号・岩手県道16号盛岡環状線（盛岡市南仙北三丁目・川久保交差点）
- 岩手県道16号盛岡環状線（盛岡市仙北一丁目・明治橋南交差点）北緯39度41分27.9秒 東経141度9分3.2秒
- 国道106号（盛岡市中ノ橋通一丁目、終点）